# Christoph Knie
Christoph Knie (Bad Berleburg, 24 aprile 1984) è un ex biatleta tedesco.

## Biografia
Entrato nel 2001 nella squadra juniores tedesca, ottenne risultati di rilievo ai Mondiali giovanili e juniores conquistando complessivamente, nei due livelli, cinque ori, un argento e un bronzo. I buoni risultati juniores lo portarono a debuttare in Coppa del Mondo nella sprint di Östersund il 26 novembre 2005 (44°); ciò non gli permise di mantenere il posto in prima squadra e quindi tornò a correre in Coppa Europa. Due anni dopo tornò in Coppa del Mondo, a Kontiolahti, ma si trattò di un'altra breve parentesi prima di tornare in Coppa Europa, dove invece ottenne numerosi piazzamenti sul podio.
Nel 2008 ottenne il titolo nazionale nell'individuale, mentre l'anno dopo arrivò 3º nell'individuale e nell'inseguimento. Questi buoni risultati lo portarono, sul finire della stagione 2009, a partecipare alla tappa di Chanty-Mansijsk, mentre nell'estate dello stesso anno, ai Mondiali di biathlon estivo dominati dai tedeschi, conquistò il bronzo nella sprint e perse in volata - battuto da Alexander Wolf - il secondo terzo posto.

## Palmarès

### Mondiali juniores
- 2 medaglie:
  - 2 ori (staffetta ad Alta Moriana 2004; staffetta a Kontiolahti 2005)

### Mondiali giovanili
- 5 medaglie:
  - 3 ori (individuale, staffetta a Val Ridanna 2002; inseguimento a Kościelisko 2003)
  - 1 argento (staffetta a Kościelisko 2003)
  - 1 bronzo (sprint a Kościelisko 2003)

### Europei
- 2 medaglie:
  - 3 ori (staffetta a Bansko 2007; individuale, staffetta a Otepää 2010)
  - 1 argento (staffetta a Ufa 2009)
  - 1 bronzo (inseguimento a Otepää 2010)

### Mondiali di biathlon estivo
- 1 medaglia:
  - 1 bronzo (sprint a Oberhof 2009)

### Coppa del Mondo
- Miglior piazzamento in classifica generale: 96º nel 2009

### Campionati tedeschi
- 3 medaglie[senza fonte]:
  - 1 oro (individuale nel 2008)[senza fonte]
  - 2 bronzi (individuale, inseguimento nel 2009)[senza fonte]